# Prometna konica
Prometna konica je obdobje dneva, ko je promet izrazito povečan, tako v smislu gostote cestnega prometa kot gneče na sredstvih javnega prevoza. Običajno se to zgodi dvakrat dnevno – zjutraj in popoldan – v večjih mestih in na prometnih povezavah v okolici, ker se večina ljudi takrat prevaža med domom in službenim mestom ali šolo. Najpogosteje izraz uporabljamo v kontekstu zastojev v cestnem prometu, ko je na cestah hkrati veliko število avtomobilov, namenjenih proti mestnim središčem, kjer so skoncentrirana delovna mesta (zjutraj), ali ven iz njih proti stanovanjskim predmestjem (popoldan).
Po podatkih iz leta 2016 so v Sloveniji zastoji na cestah najpogostejši med 7.30 in 8.15 zjutraj ter med 15.50 in 16.30 popoldan. V Ljubljani, ki je prometno najbolj obremenjen del države (znotraj Ljubljane še posebej severni del obvoznice), so vozniki v zastojih povprečno porabili 9 % več časa za pot, največ od tega med jutranjimi prometnimi konicami.